# Salnyk
Salnyk (ukr. Сальник) – wieś na Ukrainie, w obwodzie winnickim, w rejonie chmielnickim, w hromadzie Kalinówka. W 2001 liczyła 2008 mieszkańców, spośród których 1990 wskazało jako ojczysty język ukraiński, 17 rosyjski, a 1 białoruski.